# Ryszard Szewczyk (trener)
Ryszard Szewczyk (ur. 30 czerwca 1938) – polski trener podnoszenia ciężarów, wychowawca polskich medalistów Igrzysk Olimpijskich, mistrzostw świata i Europy.

## Życiorys
W 1965 ukończył Akademię Wychowania Fizycznego we Wrocławiu. Po ukończeniu studiów został trenerem sekcji podnoszenia ciężarów w klubie Odra Opole. W 1978 zdobył z drużyną trzeci z rzędu złoty medal mistrzostw Polski. Po likwidacji sekcji, w 1989 założył jednosekcyjny klub Budowlani Opole i od tego czasu jest jego dyrektorem i głównym trenerem. W latach 1989–1994 i 1997-2004 był trenerem kadry narodowej seniorów w podnoszeniu ciężarów. Jest członkiem zarządu Polskiego Związku Podnoszenia Ciężarów i prezesem Opolskiego Związku Podnoszenia Ciężarów.
Jego zawodnikami w Odrze Opole byli m.in. mistrz świata z 1982 Stefan Leletko (1974-1988), Mirosław Dąbrowski, wicemistrz świata z 1978 Tadeusz Golik, Piotr Krukowski, Wiesław Pawluk (do 1986), Bernard Piekorz, Andrzej Piotrowski (1977-1988), Tadeusz Rutkowski (1971-1988), a w Budowlanych Bartłomiej Bonk (od 2001), Grzegorz Kleszcz (1994-2003), mistrz Europy z 1995 Andrzej Kozłowski (1992, 1994-1998, 2001-2003), wicemistrz olimpijski z 2000 Szymon Kołecki (1999-2002), Paweł Najdek (2005-2009), wicemistrz olimpijski z 1992 Krzysztof Siemion (1992-2001, wcześniej od 1985 w Odrze), Krzysztof Szramiak (od 1997), Sergiusz Wołczaniecki (1991-1993). Budowlani Opole zdobyli pod jego kierunkiem 21 tytułów drużynowych mistrzów Polski (do 2012).
W 2000 został odznaczony Krzyżem Komandorskim Orderu Odrodzenia Polski.